# 楠戸義昭
楠戸 義昭（くすど よしあき、1940年 - ）は、日本の歴史家、著作家。
和歌山県生まれ。立教大学社会学部卒業。毎日新聞社入社、学芸部編集委員を経て、歴史作家となる。

## 著書
- 『城と女』 （毎日新聞社 1988年 『城と女たち』講談社+α文庫）
- 『秀吉と女たちー日本史の旅』（祥伝社ノン・ポシェット 1990年）
- 『家紋 秘められた歴史』（毎日新聞社　ミューブックス）1991年
- 『信長と女たち 激動・流転の一族』（毎日新聞社 1991年 『風雲児信長と悲運の女たち』学研M文庫）
- 『維新の女』（毎日新聞社 1992年）
- 『戦国女系譜』巻之1-2 毎日新聞社 1994年-1995年）
- 『戦国の城砦』（新紀元社 1994年）
- 『老益 歴史に学ぶ50歳からの生き方』（日本放送出版協会・NHKブックス 1994年）
- 『豊臣秀吉99の謎』（PHP文庫 1996年）
- 『秀吉を拒んだ女たち』（角川書店 1996年）
- 『もうひとりの蝶々夫人 長崎グラバー邸の女主人ツル （毎日新聞社 1997年）
- 『神と女の古代』（毎日新聞社 1999年 『古代日本「女王国」の謎』 学研M文庫）
- 『聖書武将の生々流転 豊臣秀吉の朝鮮出兵と内藤如安』（講談社 2000年）
- 『関ヶ原戦国経済の大転換』（毎日新聞社 2000年）
- 『天下取りの経済学 信長・秀吉・家康のビジネス感覚に学べ!』（第二海援隊 2000年）
- 『日本の城恐怖伝説ー日本史の旅』（祥伝社黄金文庫 2001年）
- 『完全制覇女帝の世紀 この一冊で歴史に強くなる!』（立風書房 2002年）
- 『賤ヶ岳の鬼神佐久間盛政』（毎日新聞社 2002年）
- 『日本人の心がみえる家紋』（毎日新聞社 2002年 『あなたのルーツが分かる日本人と家紋』 （明治書院）
- 『探訪日本の歴史街道』（三修社 2003年）
- 『醍醐寺の謎 秀吉「最後の花宴」に隠された歴史の真実 京都の旅』（祥伝社黄金文庫 2003年）
- 『車窓から歴史が見える 東海道新幹線ー日本史の旅』（祥伝社黄金文庫 2004年）
- 『戦国佐久間一族』（新人物往来社 2004年）
- 『天照の謎と正体』（学研M文庫 2005年）
- 『山内一豊の妻』（新人物往来社 2005年）
- 『戦国武将名言録』（PHP文庫 2006年）
- 『知識ゼロからの「日本の家紋」入門』（幻冬舎 2006年）
- 『大奥炎上 江戸城の女たち』（だいわ文庫 2007年）
- 『戦国武将怖い話、意外な話』（三笠書房 知的生きかた文庫 2008年）
- 『戦国武将「まさか」の凄い戦略』（三笠書房 知的生きかた文庫 2008年）
- 『お家再興のリーダーシップ 歴史に名を残す「理財の人」10人に学ぶ』（新人物往来社 2009年）
- 『戦国武将の「怖い話」』（三笠書房 2009年）
- 『戦国名将・智将・梟将の至言』（学研M文庫 2009年）
- 『お江 将軍家光と皇后の母となった戦国の姫』（静山社文庫 2010年）
- 『城と姫 泣ける!戦国秘話』（新人物往来社 2010年）
- 『戦国名城の姫たち』（静山社文庫 2010年）
- 『女たちの戦国』（アスキー新書 2010年）
- 『山本八重 銃と十字架を生きた会津女子』 （河出文庫、2012年）
- 『戦国武将の本当にあった怖い話』(知的生きかた文庫 三笠書房, 2013
- 『吉田松陰「人を動かす天才」の言葉』(知的生きかた文庫 三笠書房, 2014
- 『文、花の生涯 幕末長州のある家族の肖像』(河出文庫 2014
- 『井伊直虎と戦国の女城主たち』河出文庫 2016
- 『女直虎が救った井伊家』(ベスト新書 2016
- 『坂本龍馬の手紙 歴史を変えた「この一行」』三笠書房・知的生きかた文庫 2016
- 『女城主・井伊直虎 この一冊でよくわかる!』(PHP文庫 2016
- 『西郷隆盛「人を惹きつける」言葉』三笠書房,知的生きかた文庫 2017
- 『戦国武将「お墓」でわかる意外な真実』(PHP文庫 2017
- 『激闘!賤ケ岳』 (歴史新書) 洋泉社, 2018

### 共編著
- 「戦国・城と女」（編 毎日新聞社 毎日グラフ別冊 1989年-1990年）
- 『続・維新の女』（岩尾光代共著 毎日新聞社 1993年 『幕末維新の美女紅涙録 徳川慶喜の時代』 中公文庫）
- 『バブルの日本史 不況をチャンスとする傾向と対策 過去のパターンの中に未来の経済が見える!』（浅井隆共著 徳間書店 1994年）
- 『司馬遼太郎を歩く』1-3 荒井魏、重里徹也共著 毎日新聞社 2001年-2003年）

## 参考
- http://bookweb.kinokuniya.co.jp/htm/4048687492.html